# Orthoprotella pearce
Orthoprotella pearce is een vlokreeftensoort uit de familie van de Caprellidae. De wetenschappelijke naam van de soort is voor het eerst geldig gepubliceerd in 2006 door Guerra-García.